# История Аквариума. Архив. Том III
«Архив. История Аквариума — том 3» — антология группы «Аквариум», являющаяся третьим томом Истории Аквариума (Том 1 — «Акустика» (1982), Том 2 — «Электричество»(1981)). Борис Гребенщиков о записи антологии:
Давний любитель «Аквариума» Стас Намин открыл фирму SNC Records и предложил нам выпустить у него CD. Как и в 80-м, явно кончалось что-то одно, и начиналось новое другое — сама собой напросилась параллель с «Акустикой». Были собраны студийные эксперименты, неизданные, но любимые концертные записи, и кое-что было записано специально. «История А» получила третий том, мы — свой первый CD; восьмидесятые остались позади.
(Гребенщиков, Б. Б. Краткий отчет о 16-ти годах звукозаписи.1997..)

## Список композиций
Музыка и текст — БГ, кроме специально отмеченных.
1. Диплом (4:06)
2. 15 голых баб (2:24) (Б.Гребенщиков — А.Гуницкий)
3. Среди миров (1:27) (А.Вертинский — И.Анненский)
4. Трудовая пчела (6:19)
5. Предчувствие гражданской войны (1:34) (Б.Гребенщиков — А.Гуницкий)
6. Охота на единорогов (3:27)
7. Боже, храни полярников (3:03)
8. Не стой на пути у высоких чувств (3:57)
9. Альтернатива (2:44)
10. Серые камни на зелёной траве (3:05)
11. Когда пройдёт боль (3:47)

## История изданий альбома
Альбом, законченный весной 1991 года, был выпущен фирмой SNC Records через год, в 1992 году на компакт-дисках и грампластинках (МЕ 1805-6), впоследствии издателем были осуществлены допечатки тиражей:
- 1992 год — вышедший на Московском Опытном заводе «Грамзапись» CD отличался плохой полиграфией; грампластинка, выпущенная на мощностях Апрелевского завода грампластинок, вышла в конверте, рассчитанном на две пластинки — это дало возможность разместить на развороте пластинки список песен, данные о записи и изображения участников группы, встроенных в картину художника Виталия Вальге). Аннотация к пластинке:

| АКВАРИУМ 1 сторона 1. Диплом 2. 15 голых баб (Увы) * 3. Среди миров # 4. Трудовая пчела § 5. Предчувствие гражданской войны * 6. Охота на единорогов** 2 сторона 1. Боже, храни полярников 2. Не стой на пути у высоких чувств 3. Моя альтернатива 4. Серые камни на зелёной траве 5. Когда пройдёт боль Все песни написаны БГ, кроме: * — БГ + Джордж и # — А. Вертинский / И. Анненский Аранжировки — Аквариум Запись звука — В. Егоров, О.Гончаров, Д.Липай, В. Венгеровский, А.Тропилло § и ** — Запись звука с концертов в БКЗ Октябрьский Арфа на # — Ольга Эльдарова Оркестр на ** под управлением Равиля Мартынова. Записи 1982—1991 гг. ®&©1991 SNC RECORDS |

- 1994 год — на австрийском заводе Sony DADC по заказу SNC Records допечатан тираж CD с лучшей полиграфией. Также допечатан тираж пластинок в типовом конверте и оригинальной обложке, список песен присутствовал только на этикетке винилового диска.

## Интересные факты
- Концертные записи Алексея Ипатовцева 1987 года в БКЗ Октябрьский
- Это первый альбом группы «Аквариум», изданный на CD в России.
- Диск вышел, когда группа, по сути, прекратила своё существование.
- Песня «Диплом» вместе с «Боже, храни полярников» и «Не стой на пути у высоких чувств» вышла в том же виде на сборнике «Феодализм» и в концертной версии — в качестве бонус-трека к концертному альбому «Ихтиология ». Песни «15 голых баб» и «Когда пройдёт боль» — на концертном альбоме «Письма капитана Воронина». Песня «Предчувствие гражданской войны» входила в виде первых двух (из трех) строф стихотворения «Поэзия» в первую запись группы «Искушение Святого Аквариума». Песня «Охота на единорогов» вошла в концертный альбом «Аквариум на Таганке». А песня «Альтернатива» выходила как бонус-трек на альбоме «Радио Африка», а раннее, в другой версии, вошла в бутлег «M.C.I.».